# Lauren James
Lauren James, född den 29 september 2001 i London, är en engelsk fotbollsspelare.

## Karriär
Lauren James inledde sin seniorkarriär i Arsenal år 2017. 2018 kontrakterades hon av Manchester United innan hon 2021 flyttade till Chelsea. Hon har även representerat den engelska damlandslaget där hon debuterade år 2022. Hon ingick i det engelska lag som tog silver i VM 2023.